# شهرستان سوردلوف (بیشکک)
شهرستان سوردلوف (به لاتین: Sverdlov District) یک شهرستان در قرقیزستان است که در بیشکک واقع شده‌است. شهرستان سوردلوف ۲۱۴٬۱۰۰ نفر جمعیت دارد.